# Brachyscias
Brachyscias es género monotípico de plantas pertenecientes a la familia Apiaceae. Su única especie Brachyscias verecundus es endémica del sudoeste de Australia.

## Taxonomía
Brachyscias verecundus fue descrita por J.M.Hart & Henwood y publicado en Australian Systematic Botany 12: 176. 1999.